# WC and the Maad Circle
WC and the Maad Circle est un groupe de hip-hop américain originaire de Los Angeles, en Californie. Le groupe est formé en 1990 par le rappeur WC et se sépare en 1996.

## Biographie
« MAAD » signifie Minority Alliance of Anti-Discrimination (littéralement « Alliance minoritaire anti- discrimination »). À la suite de la dissolution du groupe Low Profile, WC forme le groupe et publie deux albums. Le premier, Ain't a Damn Thang Changed, est publié le 17 septembre 1991 et atteint les classements musicaux. Le deuxième, Curb Servin', est publié le 3 octobre 1995 et atteint la 85e place du Billboard 200. Ces derniers contiennent quelques tubes comme Dress Code, West Up! et The One.
Le groupe recrute ensuite DJ Crazy Toones, le producteur d'Ice-T Sir Jinx, et le futur rappeur à succès de l'époque Coolio. Les deux derniers étant trop occupés par leurs carrières solos, the Maad Circle se sépare, et WC décide de former un nouveau groupe, Westside Connection en compagnie d'Ice Cube et Mack 10. WC et son frère Crazy Toones travaillent toujours ensemble chez Lench Mob Records, le label d'Ice Cube.

## Discographie

### Albums studio
- 1991 : Ain't a Damn Thang Changed.
- 1995 : Curb Servin'.

### Singles
- 1991 : Dress Code.
- 1995 : West Up! (featuring Mack 10 et Ice Cube).
- 1996 : The One.